# Ґошкув
Ґошкув (пол. Goszków) — село в Польщі, у гміні Мешковиці Грифінського повіту Західнопоморського воєводства.
Населення — 211 осіб (2011).

## Демографія
Демографічна структура станом на 31 березня 2011 року:
|          | Загалом | Допрацездатний вік | Працездатний вік | Постпрацездатний вік |
| -------- | ------- | ------------------ | ---------------- | -------------------- |
| Чоловіки | 113     | 19                 | 79               | 15                   |
| Жінки    | 98      | 10                 | 54               | 34                   |
| Разом    | 211     | 29                 | 133              | 49                   |